# Alan A'Court
Pour les articles homonymes, voir A'Court.
Alan A'Court, né le 30 septembre 1934 à Rainhill (en ce temps dans le Lancashire et aujourd'hui dans le Merseyside en Angleterre) et mort le 14 décembre 2009 à Nantwich (Angleterre), est un footballeur anglais, qui évoluait au poste d'ailier gauche à Liverpool et en équipe d'Angleterre.
A'Court marque un but lors de ses cinq sélections avec l'équipe d'Angleterre entre 1958 et 1959. Il participe à la Coupe du monde 1958 avec l'Angleterre.

## Carrière de joueur
- 1952-1964 :  Liverpool
- 1964-1966 :  Tranmere Rovers[2]

## Palmarès

### En équipe nationale
- 5 sélections et 1 but avec l'équipe d'Angleterre entre 1958 et 1959
- Participation à la Coupe du monde de football de 1958

### Avec Liverpool
- Vainqueur du Championnat d'Angleterre de football en 1964
- Vainqueur du Championnat d'Angleterre de football D2 en 1962

## Carrière d'entraîneur
- 1978 :   Stoke City